# ダッチ・コーヒー

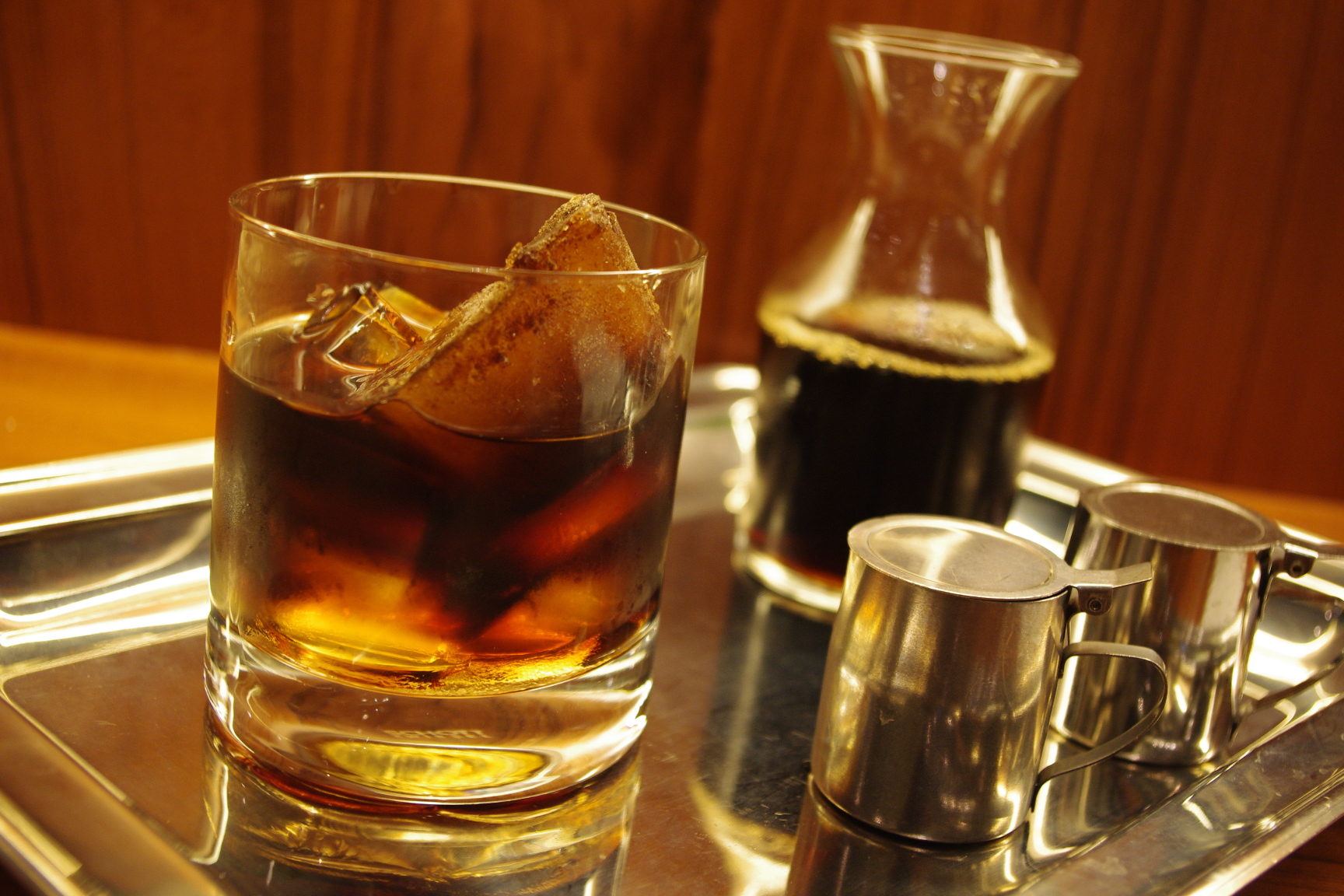
ダッチ・コーヒー

ダッチ・コーヒー（英: Dutch Coffee「オランダのコーヒー」）とは、お湯ではなく、水で抽出するコーヒー。水出しコーヒー、水採りコーヒー、ウォーター・ドリップともいう。

## 概要
水を用い、時間をかけてコーヒーを抽出する方法は、中南米や旧オランダ領インドネシアではかなり古くから行われていた。器具などは用いられず、木の枝や屋内の天井から吊るした袋で抽出を行い、下に置いた容器にコーヒーを溜めるという素朴な抽出方法である。
後に、旧オランダ領インドネシアのオランダ人が機能的に改良した器具を作り、ダッチ・コーヒーと呼ばれるようになった。
オージ社（東京都墨田区）の専用器具が代表的であり、日本では1960年代から1980年代に喫茶店で普及した。雑味のない味わいが特徴であり、2017年には再評価されている。

## 名称について
ダッチ・コーヒーの呼称は主に日本と韓国で用いられている。
オーストラリアやアメリカ合衆国では、コールドドリップ、アイスドリップコーヒー、ウォータードリップコーヒーの呼び方が一般的である。
ブルーボトルコーヒーでは、オージ社製コーヒードリッパーを用いて12時間かけて水出ししたコーヒーを「京都スタイルアイスコーヒー」と呼んでいる。